# Eurychoria pallidicosta
Eurychoria pallidicosta là một loài bướm đêm trong họ Geometridae.